# Дрожь земли 4: Легенда начинается
«Дрожь земли 4: Легенда начинается» (англ. Tremors 4: The Legend Begins, иногда употребляется, как Дрожь земли 4: Начало легенды) — американский приключенческий фильм ужасов, приквел к предыдущим фильмам серии, снятый в жанре вестерна, с элементами чёрного юмора. Премьера фильма состоялась 2 января 2004 года на телеканале SyFy. Это единственный фильм серии, премьера которого состоялась по телевидению.
Это четвертый фильм из серии фильмов Дрожь земли, выпущенный на DVD 2 января 2004 года. В качестве приквела к более ранним фильмам и телесериалам в нем изображен город, который будет основным местом действия первого фильма Дрожь земли. В нем играет Майкл Гросс в роли Хирама Гаммера, прадедушки персонажа Берта Гаммера, которого Гросс изображал во всех остальных фильмах Дрожь земли. 
Хирам Гаммер прибывает в городок Отвержение, штат Невада, чтобы расследовать серию странных смертей на принадлежащем ему серебряном руднике. Получив помощь от местной трактирщицы Кристин Лорд и шахтера Хуана Педильи, выясняется, что за смерть горняков ответственны гигантские черви-убийцы, способные закапываться под землю. Хирам решает, что ему лучше позвать опытного стрелка - Черную Руку Келли, чтобы спасти положение. Однако черви становятся больше, и люди решают убить их, прежде чем они достигнут Карсон-Сити. 
Дрожь земли 4: Легенда начинается вызвала смешанную реакцию у поклонников франшизы. Критиковали фильм за его неубедительные эффекты и фальшивую игру, в то же время хваля фильм за его забавных персонажей, часто умный юмор и западную обстановку.

## Сюжет
В 1889 году жители маленького городка Реджекшн (анг. — «отбросы») полностью зависели от доходов от близлежащего серебряного рудника. Однажды из горячего источника вылупляются яйца грабоидов, в результате чего 17 шахтёров погибли. Хайрем Гаммер, прадед Берта Гаммера и владелец шахты, прибывает в город, чтобы решить проблему. После того, как молодые грабоиды, которые могут выпрыгивать из-под земли, однажды ночью нападают на его лагерь и убивают его людей, он потрясён их присутствием. Один из его товарищей, Хуан, убивает одного киркой, и они едва успевают убежать.
Вернувшись в город, Хайрем публикует объявление о поиске опытного стрелка. На объявление откликается легендарный стрелок Келли «Чёрная Рука». Хайрем обещает Келли всё серебро, которое он сможет унести после открытия рудника, но должен отдать ему свои бриллиантовые запонки и брелок для часов с двойным орлом в качестве первоначального взноса за его услуги. В поисках грабоидов, они находят оторванную голову Старика Фреда, которого не видели несколько недель. 
Хайрем и Келли плохо ладят, хотя Келли удаётся передать Хайрему часть своего отношения к огнестрельному оружию и жизни в целом. На заброшенной ферме, куда путники заехали переночевать, Келли заживо съедает уже полностью выросший грабоид, а Хайрема и Хуана спасает Кристин Лорд, хозяйка отеля Реджекшна. Вернувшись, Хайрем решает отказаться от рудника, уезжает из города и оставляет горожан на произвол судьбы. Однако они вынуждают его отдать им серебряный рудник, угрожая предупредить потенциальных покупателей об опасности, если он продаст его из-под них. В Карсон-Сити, покупая билет на поезд на восток, Хайрем слышит телеграмму, в которой говорится, что грабоиды прошли через перевал и направляются в город. Передумав, он покупает оружие на последние из своих ценных вещей, возвращается в Реджекшн, чтобы дать последний бой грабоидам, и помогает городу подготовиться.
После того, как два грабоида убиты (один — напоровшись на вкопанную пилу, а другой застрелен из уточницы), третий приспосабливается и избегает все ловушки. Хайрем обманом заставляет его всплыть на поверхность, а затем прикрепляет за хвост к маховику парового тягового двигателя. Грабоид наматывается и ударяется о передние колеса и котёл с такой силой, что при ударе он обезглавливается. Когда существа мертвы, город решает сохранить их в секрете из опасения, что никто не поселится в этом районе, если об их существовании станет известно, и использовать доходы от шахты для оплаты их имущества. Хайрем поселяется в Реджекшне, (который переименовывают в Перфекшн — «совершенство» ), строит свой дом на том же месте, где однажды будет дом его правнука Берта. Ему также дают пулемёт Гатлинга, и он начинает практиковаться в стрельбе, получая от этого удовольствие.

## Персонажи
| Персонаж            | Актёр/Актриса     | Характеристика                                                                            |
| ------------------- | ----------------- | ----------------------------------------------------------------------------------------- |
| Хайрем Гаммер       | Майкл Гросс       | Владелец рудника, предок Берта Гаммера. Светский человек, абсолютно не владеющий оружием. |
| Кристин Лорд        | Сара Ботсфорт     | Хозяйка отеля.                                                                            |
| Келли «Чёрная Рука» | Билли Драго       | Профессиональный стрелок.                                                                 |
| Хуан Педило         | Брент Роам        | Шахтёр, мечтающий приобрести ранчо и заняться разведением скота.                          |
| Текопа              | Аугуст Шелленберг | Индеец, друг Кристин.                                                                     |
| Пьён Лен Ченг       | Минг Ло           | Китайский эмигрант. Открыл в городке «Магазин Ченга».                                     |
| Лю Ван Ченг         | Лидия Лук         | Жена Пьена, решительная женщина с деловой хваткой.                                        |
| Фу Ен Ченг          | Сэм Лю            | Сын Пьена и Лю. Предок Уолтера Ченга                                                      |

## Грабоиды в фильме
В фильме фигурирует новая форма грабоида — земляной дракон. Земляной дракон — это молодой грабоид, приблизительно полутора метров в длину, с сплюснутым телом каплевидной формы, по бокам которого находятся роговые отростки (аналогичные шипам на теле взрослого грабоида). Как и взрослый грабоид, земляной дракон охотится на звук, но при этом может наброситься на жертву, выпрыгнув из-под земли на высоту порядка двух метров.
В фильме также показаны и взрослые грабоиды, которые ничем не отличаются от грабоидов из предыдущих фильмов серии. Шрайкеров и ассбластеров в фильме «Дрожь земли 4» нет.